# Sendergebäude

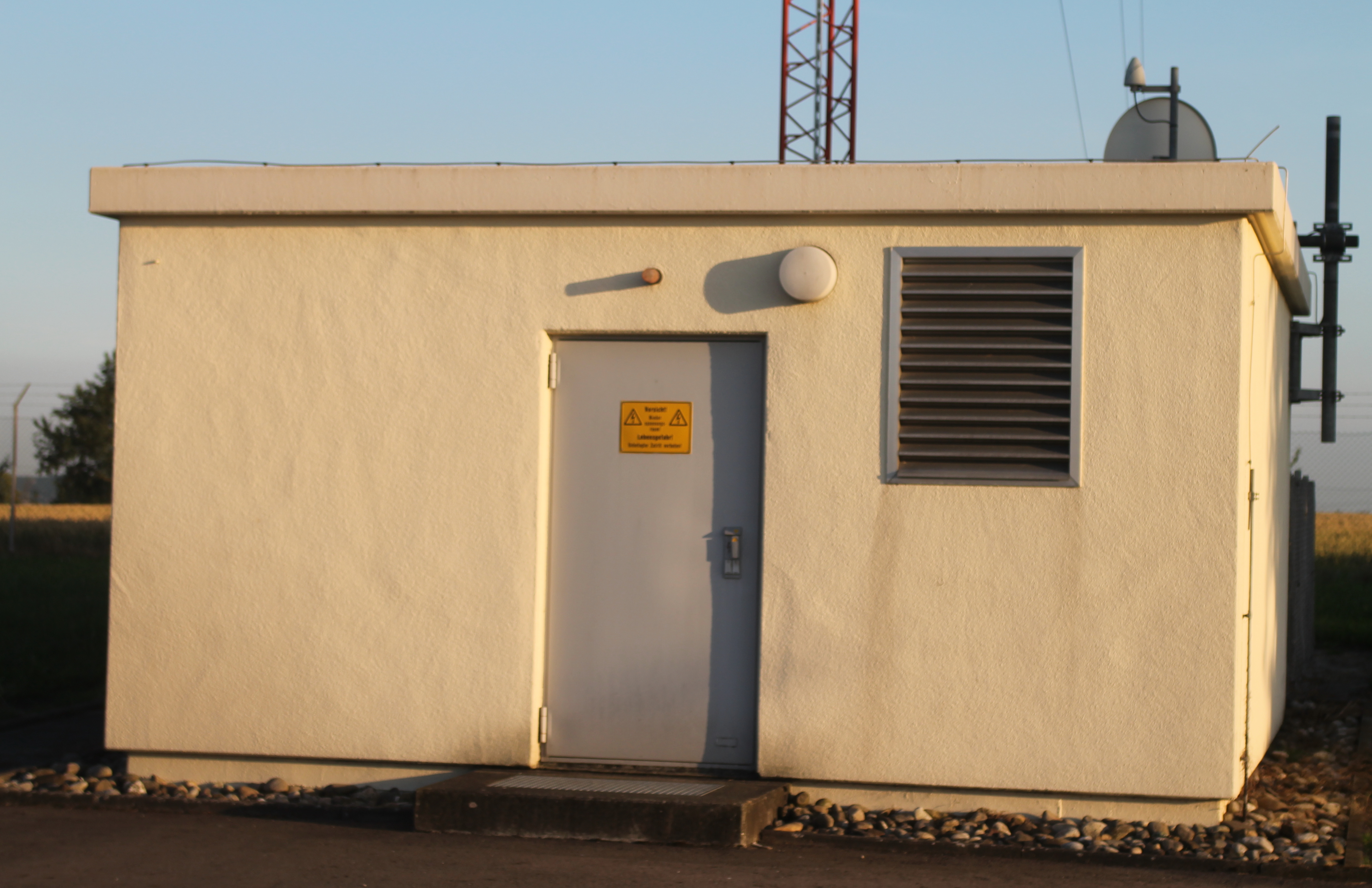
Sendergebäude des Senders Obereisesheim, einer Mittelwellen-Funzel

Ein Sendergebäude (auch Sendegebäude) ist ein Gebäude zur Aufnahme von Sendeeinrichtungen und den hierfür benötigten Hilfseinrichtungen. 

## Sende- und Hilfseinrichtungen
Es beherbergt neben den eigentlichen Sendegeräten auch die zur Stromversorgung der Sendeanlage nötigen Geräte (Transformatoren, Notstromversorgung und Gleichrichter) und die zur Überwachung der ordnungsgemäßen Funktion des Senders notwendigen Geräte. Zur Wasserkühlung von Hochleistungssendern sind besondere Einrichtungen vorgesehen.
Häufig gehören zu Sendergebäuden auch Lagerräume für Ersatzteile und Werkstätten für entsprechende Reparaturen. Bei Sendeanlagen, in denen häufig oder immer Personal vor Ort ist, sind auch Sozialräume vorzusehen. 
Ein Sendergebäude ist nicht mit einem Studio zu verwechseln, da es hierfür keine entsprechenden Einrichtungen besitzt. Für Störfälle kann ein kleines Studio vorgesehen sein, das gemeinsam mit einer Notstromversorgung den Betrieb aufrechterhält.

## Aufstellungsorte von Sendergebäuden
Bei UKW- und TV-Sendemasten werden die Sendergebäude unmittelbar neben dem Sendeturm oder Sendemast errichtet, während bei Sendeanlagen für Längst-, Lang-, Mittel- und Kurzwelle das Sendergebäude aus strahlungstechnischen Gründen meist in einem Abstand von 30 m bis 600 m von der Sendeantenne errichtet wird.
Bei Richtfunk- und UKW-Sender können sich die Sendegeräte in einem auf dem Turm gelegenen Raum befinden. In diesen Fällen sind in Gebäuden neben dem Antennenträger nur schwere Elemente wie Transformatoren oder Notstromaggregate vorhanden.
Grundsätzlich sollte der Abstand zur Sendeantenne jedoch nicht zu groß sein, um Leitungsverluste der Hochfrequenz zu verhindern.

## Leitungen

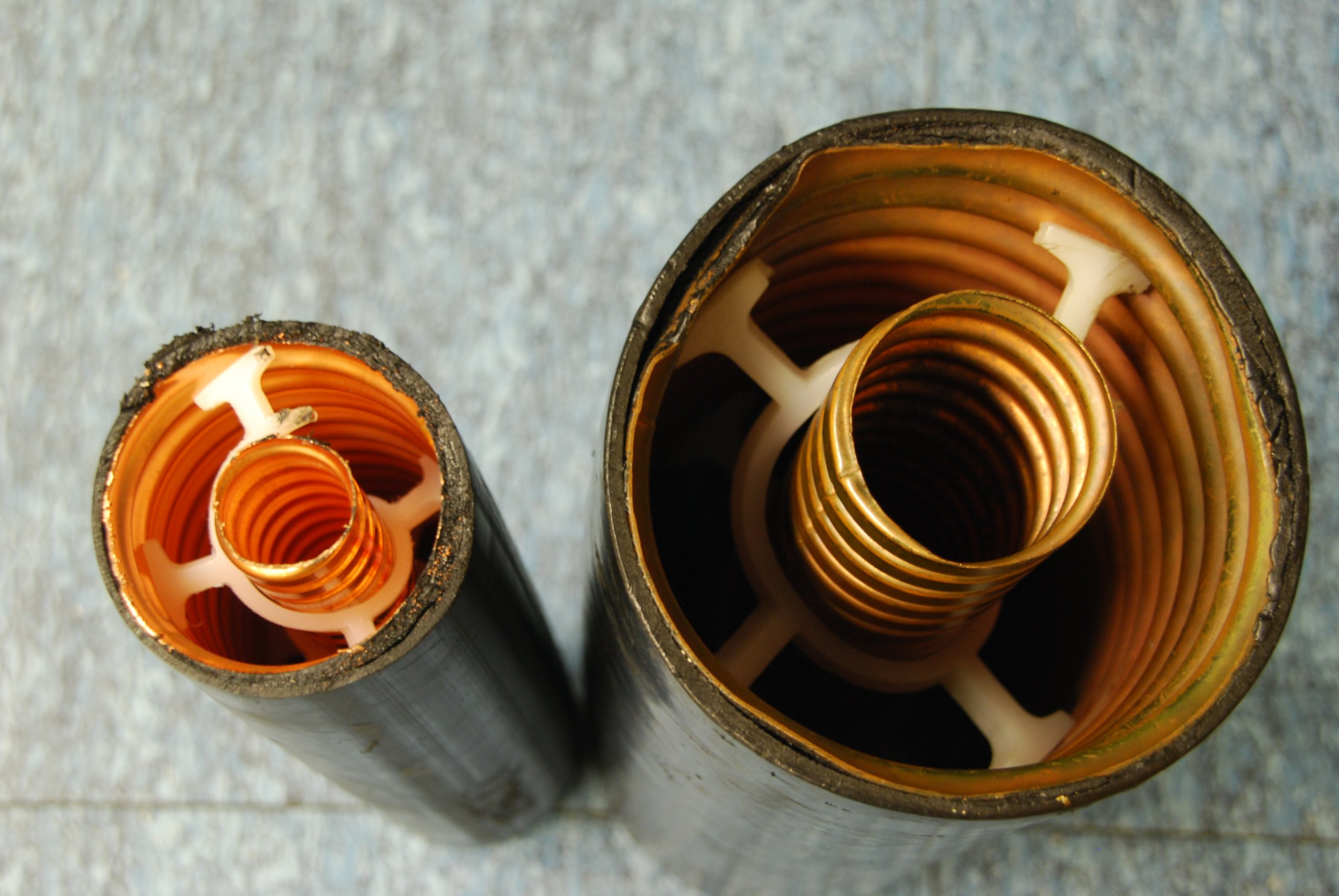
Schnitt durch gasgefüllte Koaxialkabel zur Antennenspeisung

Das abzustrahlende Programm wird meist über Kabel, Satellit, Richtfunk oder IP-Datenverbindungen an die Sendeanlage zugeführt. Als Verbindung vom Sender zur Antenne werden bei hohen Sendeleistungen meist Koaxialkabel benutzt, die mit Schutzgas gefüllt unter leichtem Überdruck gehalten werden – das verhindert das Eindringen von Feuchtigkeit und das Schutzgas weist einen sehr geringen Verlustwinkel auf. Insbesondere bei älteren Sendeanlagen für Lang-, Mittel- und Kurzwelle findet man auch Reusenleitungen. Bei UKW- und TV-Sendern kamen historisch auch Goubau-Leitungen zum Einsatz. Bei großen Sendeanlagen und bei Frequenzen von einigen 100 MHz aufwärts kommen zur Anspeisung der Antennen Hohlleiter zur Anwendung.

## Brandgefahr und Klimatisierung
Da Sendergebäude wegen des meist exponierten Antennenträgers einen erhöhten Überspannungsrisiko ausgesetzt sind, sollten aus Brandschutzgründen in Sendergebäuden nur nicht-brennbare Materialien verbaut werden.
Sendergebäude sollten auf jeden Fall beheizbar und unter Umständen auch klimatisiert sein, da zu große Temperaturschwankungen zu Fehlfunktionen führen können. Die Beheizung kann bei Sendergebäuden, die Sendeanlagen größerer Leistung beherbergen, durch die Abwärme des Senders erfolgen.

## Architektur
Sendergebäude werden meist als reiner Zweckbau ausgeführt. Manchmal werden sie auch architektonisch der Landschaft angepasst. Es gibt auch Sendergebäude, die besonders ansprechend gestaltet wurden, wie der Muthesiusbau in Nauen oder das Sendergebäude von Europe 1 in Felsberg-Berus.